# Giải thưởng Làn Sóng Xanh 2023
Giải thưởng Làn Sóng Xanh 2023 là giải thưởng lần thứ 26 của Làn Sóng Xanh do Đài Tiếng nói Nhân dân Thành phố Hồ Chí Minh phát động và VietNam Event Group phối hợp tổ chức.
Đêm trao giải được tổ chức vào lúc 20 giờ ngày 24 tháng 1 năm 2024 tại Nhà hát Hòa Bình, Thành phố Hồ Chí Minh. Văn Mai Hương, Tăng Duy Tân cùng Grey D đồng dẫn đầu những nghệ sĩ có nhiều danh hiệu nhất mùa giải.

## Nghệ sĩ biểu diễn
| Nghệ sĩ                         | Bài hát                                                                     |
| ------------------------------- | --------------------------------------------------------------------------- |
| Thu Phương                      | "dưới ánh đèn sân khấu" "Đại minh tinh"                                     |
| Mỹ Linh                         | "Hương ngọc lan" "Trưa vắng" "Chuyện tình"                                  |
| Noo Phước Thịnh                 | "id 072019" "Từng quen" "Ta sẽ ngắm pháo hoa cùng nhau" "Giá như"           |
| Grey D Trung Quân Văn Mai Hương | "dự báo thời tiết hôm nay mưa" "Chiều nay không có mưa bay" "Mưa tháng sáu" |
| Hòa Minzy Tăng Duy Tân          | "Bật tình yêu lên"                                                          |
| Võ Hạ Trâm                      | "Hoa cỏ mùa xuân"                                                           |
| Mono                            | "Em xinh"                                                                   |
| Vũ Phụng Tiên                   | Mashup: "Lệ lưu ly" "Thị Mầu"                                               |
| PiaLinh Double2T                | Mashup: "Nấu ăn cho em" "À lôi"                                             |
| Phương Mỹ Chi                   | "Vũ trụ có anh"                                                             |
| RHYDER CoolKid                  | "Chịu cách mình nói thua"                                                   |
| Wren Evans                      | "Phóng đổ tim em" "Tò te tí"                                                |
| Hà Anh Tuấn                     | "Từ đống tro tàn"                                                           |

## Người trao giải
- Nguyễn Nam Tuấn[a] – Trao giải Thành tựu Làn Sóng Xanh
- Lam Trường & Cẩm Ly – Trao giải Top 10 ca khúc được yêu thích nhất
- Đại Nghĩa & Huỳnh Lập – Trao giải Sự kết hợp xuất sắc nhất & Bài hát hiện tượng
- Nguyễn Hải Phong & Dương Khắc Linh – Trao giải Hòa âm phối khí & Nhà sản xuất của năm
- Thu Phương & Lệ Quyên – Trao giải Ca khúc trên radio & Ca khúc của năm
- Kiều Minh Tuấn & Diệu Nhi – Trao giải MV của năm & Album của năm
- Tuấn Trần & Phương Anh Đào – Trao giải Nghệ sĩ mới xuất sắc & Ca sĩ đột phá
- Vương Quyền[b] – Trao giải đặc biệt Liveshow của năm
- Noo Phước Thịnh & Thùy Tiên – Trao giải Nam, Nữ ca sĩ được yêu thích & Nam, Nữ ca sĩ của năm

Chú thích
1. ↑  Phó Giám đốc Đài Tiếng nói Nhân dân Thành phố Hồ Chí Minh
2. ↑  Phó Bí thư Đảng ủy, Phó Giám đốc Đài Tiếng nói Nhân dân Thành phố Hồ Chí Minh

## Danh sách đề cử và đoạt giải
Các đề cử và bình chọn chính thức đã được công bố vào ngày 27 tháng 12 năm 2023.

### Hạng mục chính
Những nghệ sĩ thắng giải sẽ được liệt kê đầu tiên và được in đậm.
| Nam ca sĩ của năm | Nữ ca sĩ của năm |
| --- | --- |
| - Tăng Duy Tân - HIEUTHUHAI - Đen - Binz - Karik | - Văn Mai Hương - Hòa Minzy - Hoàng Thùy Linh - Phương Mỹ Chi - tlinh |
| Ca khúc của năm | Album của năm |
| - "Mưa tháng sáu" – Văn Mai Hương, Grey D, Trung Quân; nhạc sĩ: Hứa Kim Tuyền - "À lôi" – Double2T; producer: Masew - "Nấu ăn cho em" – Đen, PiaLinh - "Bật tình yêu lên" – Hòa Minzy, Tăng Duy Tân; nhạc sĩ: Tăng Duy Tân, Hiếu BAE - "nếu lúc đó" – tlinh; nhạc sĩ: tlinh, 2pillz | - Loi choi – Wren Evans - Vũ trụ cò bay – Phương Mỹ Chi - Minh tinh – Văn Mai Hương - ái – tlinh - Ai cũng phải bắt đầu từ đâu đó – HIEUTHUHAI |
| MV của năm | Nhà sản xuất âm nhạc của năm |
| - "Bo xì bo" – Đạo diễn: Đinh Hà Uyên Thư; nhạc sĩ: DTAP; ca sĩ: Hoàng Thùy Linh - "Thị Mầu" – Đạo diễn: Nhu Đặng; nhạc sĩ: Nguyễn Hoàng Phong, ca sĩ: Hòa Minzy - "Đại minh tinh" – Đạo diễn: Khương Vũ; nhạc sĩ: Hứa Kim Tuyền, ca sĩ: Văn Mai Hương - "Hit Me Up" – Đạo diễn: Phương Vũ; nhạc sĩ: Binz, ca sĩ: Binz, Nomovodka - "Vũ trụ có anh" – Đạo diễn: Jason, Ben Phạm; nhạc sĩ: DTAP, Phương Mỹ Chi, Haison, Pháo; ca sĩ: Phương Mỹ Chi, Pháo | - DTAP – Vũ trụ cò bay (Phương Mỹ Chi) - Hứa Kim Tuyền – Minh tinh (Văn Mai Hương) - 2pillz – ái (tlinh, Rap Việt) - Touliver – Đan Xinh in Love (Binz) - Wren Evans, itsnk – Loi choi (Wren Evans) |
| Gương mặt mới xuất sắc | Sự kết hợp xuất sắc |
| - Phương Mỹ Chi - Double2T - Rhyder - Vũ Phụng Tiên - Pháo | - "Mưa tháng sáu" – Văn Mai Hương x Hứa Kim Tuyền x Grey D x Trung Quân - "Bật tình yêu lên" – Hòa Minzy x Tăng Duy Tân - Album "Vũ trụ cò bay" – Phương Mỹ Chi x DTAP - "Bạn đời" – Karik x GDucky - "Đưa em về nhà" – GREY D x Chillies                                                                                  |
| Ca sĩ đột phá | Bài hát hiện tượng |
| - Wren Evans - Anh Tú - Võ Hạ Trâm - Cao Thái Sơn - Bảo Anh | - "Cắt đôi nỗi sầu" – Tăng Duy Tân; Nhạc sĩ: Tăng Duy Tân, Hiếu BAE; Producer: Drum7 - "Ngày mai người ta lấy chồng" – Anh Tú; Nhạc sĩ: Đông Thiên Đức - "À lôi" – Double2T; Producer: Masew - "ưng quá chừng" – Amee; Nhạc sĩ: Kai Đinh, TDK - "Anh là ngoại lệ của em" – Phương Ly; Nhạc sĩ: Trid Minh; Producer: wokeup |
| Hòa âm phối khí | |
| - "nếu lúc đó" – Hòa âm: 2pillz & NewL; trình bày: tlinh - "Vũ trụ có anh" – Hòa âm: DTAP & Vilocity; trình bày: Phương Mỹ Chi, Pháo - "Hit Me Up" – Hòa âm: Touliver; trình bày: Binz, Nomovodka - "Từng quen" – Hòa âm: Wren Evans & itsnk; trình bày: Wren Evans - "ngủ một mình (tình rất tình)" – Hòa âm: Kewtiie; trình bày: HIEUTHUHAI & Negav                                                                                                   | |

### Hạng mục trên bảng xếp hạng
Hạng mục trên bảng xếp hạng bao gồm 10 ca khúc được khán giả yêu thích nhất tính từ ngày 5 tháng 1 đến ngày 21 tháng 12 năm 2023.
| Top 10 ca khúc được yêu thích nhất |
| --- |
| 1. "Bật tình yêu lên" – Ca sĩ: Tăng Duy Tân, Hòa Minzy; nhạc sĩ: Tăng Duy Tân, Hiếu BAE 2. "nếu lúc đó" – Ca sĩ: tlinh; nhạc sĩ: tlinh, 2pillz 3. "Ngày mai người ta lấy chồng" – Ca sĩ: Anh Tú (Voi Bản Đôn); nhạc sĩ: Đông Thiên Đức 4. "À lôi" – Rapper: Double2T; sản xuất: Masew 5. "Cắt đôi nỗi sầu" – Ca sĩ, nhạc sĩ: Tăng Duy Tân; sản xuất: Drum7 6. "ngủ một mình (tình rất tình)" – HIEUTHUHAI, Negav 7. "Lệ lưu ly" – Ca sĩ: Vũ Phụng Tiên, DT Tập Rap; nhạc sĩ: Drum7, DT Tập Rap 8. "Mưa tháng sáu" – Ca sĩ: Văn Mai Hương, Grey D, Trung Quân; nhạc sĩ: Hứa Kim Tuyền 9. "Nấu ăn cho em" – Đen Vâu, PiaLinh 10. "Thị Mầu" – Ca sĩ: Hòa Minzy; nhạc sĩ: Nguyễn Hoàng Phong |

### Giải thưởng phụ
| Hạng mục                 | Chiến thắng                                                                  |
| ------------------------ | ---------------------------------------------------------------------------- |
| Thành tựu Làn Sóng Xanh  | Mỹ Linh                                                                      |
| Nam ca sĩ được yêu thích | HIEUTHUHAI                                                                   |
| Nữ ca sĩ được yêu thích  | Hòa Minzy                                                                    |
| Liveshow của năm         | Live concert Chân trời rực rỡ – Ca sĩ: Hà Anh Tuấn; đạo diễn: Cao Trung Hiếu |
| Ca khúc trên radio       | "đưa em về nhà" – Grey D, Chillies                                           |

## Tranh cãi

### Lệ Quyên công bố kết quả trước khi đề cử xuất hiện
Trong lúc công bố hạng mục "Ca khúc của năm" cùng với Thu Phương, Lệ Quyên là người được giao giữ phong bì chứa kết quả của hạng mục. Khi vừa bước lên sân khấu, nữ ca sĩ đã chia sẻ, "Ngồi dưới kia nhìn mọi người xé rất là khó, tôi đã xé một ít sẵn rồi, cho nó nhanh". Sau câu nói đó, Lệ Quyên đột ngột lấy tờ giấy công bố kết quả ra khỏi tờ giấy trong khi MC Gil Lê và Tuyền Tăng đang chia sẻ ý nghĩa của hạng mục cũng như mời khán giả nhìn về đoạn video giới thiệu các đề cử của hạng mục "Ca khúc của năm". Trong lúc đó, cô đã công bố luôn kết quả ngay khi đề cử chưa xuất hiện bất chấp việc MC có kêu lớn tên cô. Ngay sau đó, Lệ Quyên đã đăng tải những lời xin lỗi trên Instagram cá nhân như "Bỉ ngạn vàng, hơi vội vàng, sorry, sorry".